# (16093) 1999 TQ180
A (16093) 1999 TQ180 egy kisbolygó a Naprendszerben. A LINEAR projekt keretében fedezték fel 1999. október 10-én.